# مثقال الفايز
مثقال سطام فندي الفايز (22 أبريل 1880 - 14 أبريل 1967) شخصية سياسية وعشائرية أردنية تاريخية، ساعد في تأسيس الدولة الأردنية الهاشمية، وكان أحد شيوخ بني صخر البارزين. تولى قيادة الطوقة الذين يمثلون نصف قبيلة بني صخر في أوائل القرن العشرين، والتي كانت تتألف من عدد من العشائر ومنها الغبين والعامر والهقيش وحلفاءهم من الكعابنة والسلايطة. كما ترأس عشيرته الفايز.

## النشأة
ولد مثقال سطام الفايز في عائلة من الشيوخ البارزين في اتحاد قبيلة بني صخر حوالي عام 1880. وعلى مدى جيلين، كانت عائلته المباشرة تقود هذا الحلف القبلي، وهو واحد من أكبر وأقوى المجموعات القبلية البدوية في الصحراء السورية. وبهذا فقد أمضى طفولته استعدادًا للقب ومنصب الشيخ، وزعيم القبيلة.
كان على الشيخ العربي أن يبرز فضائل الحكمة والكاريزما والكرم والشجاعة، وأن يحقق النصر في المعركة، ويطور معرفة دقيقة بالصحراء. وكان يجب عليه أن يصقل مهاراته التفاوضية لتمثيل القبيلة مقابل القبائل الأخرى والمسؤولين الحكوميين وسيحتاج إلى تأمين الموارد الاقتصادية لنفسه ولباقي أفراد العشيرة. في ختام عملية التدريب والتعلم الطويلة هذه، مازال يُتوقع من هذا الصبي أن يتنافس مع إخوته وأبناء عمومته وأبناء أخوته على قيادة قبيلة بني صخر.
تزامنت طفولة مثقال مع فترة تغير كبير في الصحراء. فقبل عقد من ولادته، بدأت الإمبراطورية العثمانية في دمج المناطق الجنوبية من إقليمها السوري شرق نهر الأردن في حكمها المركزي. كان على القبائل التي اعتادت لفترة طويلة على حكمها المحلي واستقلالها الذاتي أن تتكيف فجأة مع تقاسم السلطة مع الحكومة العثمانية. كان نجاح جد مثقال فندي ووالده سطام في التكيف مع هذا الواقع السياسي الجديد أمرًا بالغ الأهمية. لقد مهد إرثهم الطريق لمكانة مثقال الخاصة في وقت تحولات جيوسياسية عظيمة. كما أنها شكلت رؤية الزعيم المستقبلي تجاه لعالم، وهي التي ستوجهه طوال حياته.

## الصعود إلى السلطة
تمتع مثقال بمهارات عسكرية استثنائية اكتسبها وهو لا يزال مع الرولّة. وعند عودته إلى بني صخر كان لديه الكثير من الفرص لتقديمها. وسرعان ما صنع مثقال اسماً لنفسه كقائد للغارات. على الرغم من عدم وجود تفاصيل محددة عن المعارك الفعلية التي شارك فيها، إلا أن بعض المعلومات توضح العلاقة بين دوره العسكري في قبيلة بني صخر والسمعة التي اكتسبها نتيجة لذلك. في نهاية المطاف، أكسبه نجاحه وشجاعته قبول واسع، كما هو متوقع من عضو من عائلة شيوخ محترمة، مما وفر له نقطة الانطلاق إلى منصب القيادة.
تمتع مثقال بميزة أخرى بينما كان يشق طريقه. فحقيقة كون شقيقه الأكبر، فواز، زعيم بني صخر قد عززت موقفه السياسي بشكل كبير. على الرغم من وجود بعض التوتر بين الإخوة في البداية، لكن سرعان ما تصالحوا، وأصبح مثقال الذراع الأيمن لفواز. فقد أشار تقرير صحفي من عام 1913 إلى أن الشيخين كانا يعملان كشركاء في قيادة بني صخر تحت رعاية عثمانية. لكن في ذلك الوقت واجه الأخوين معارضة داخلية بسبب كونهما معروفين بصداقتهم مع الحكومة. فعندما أراد محارب شهير خارج على القانون من بني صخر أن يتحدى الحكومة، قام بإشعال النار في أراضي مثقال وفواز وسرق ماشيتهم.

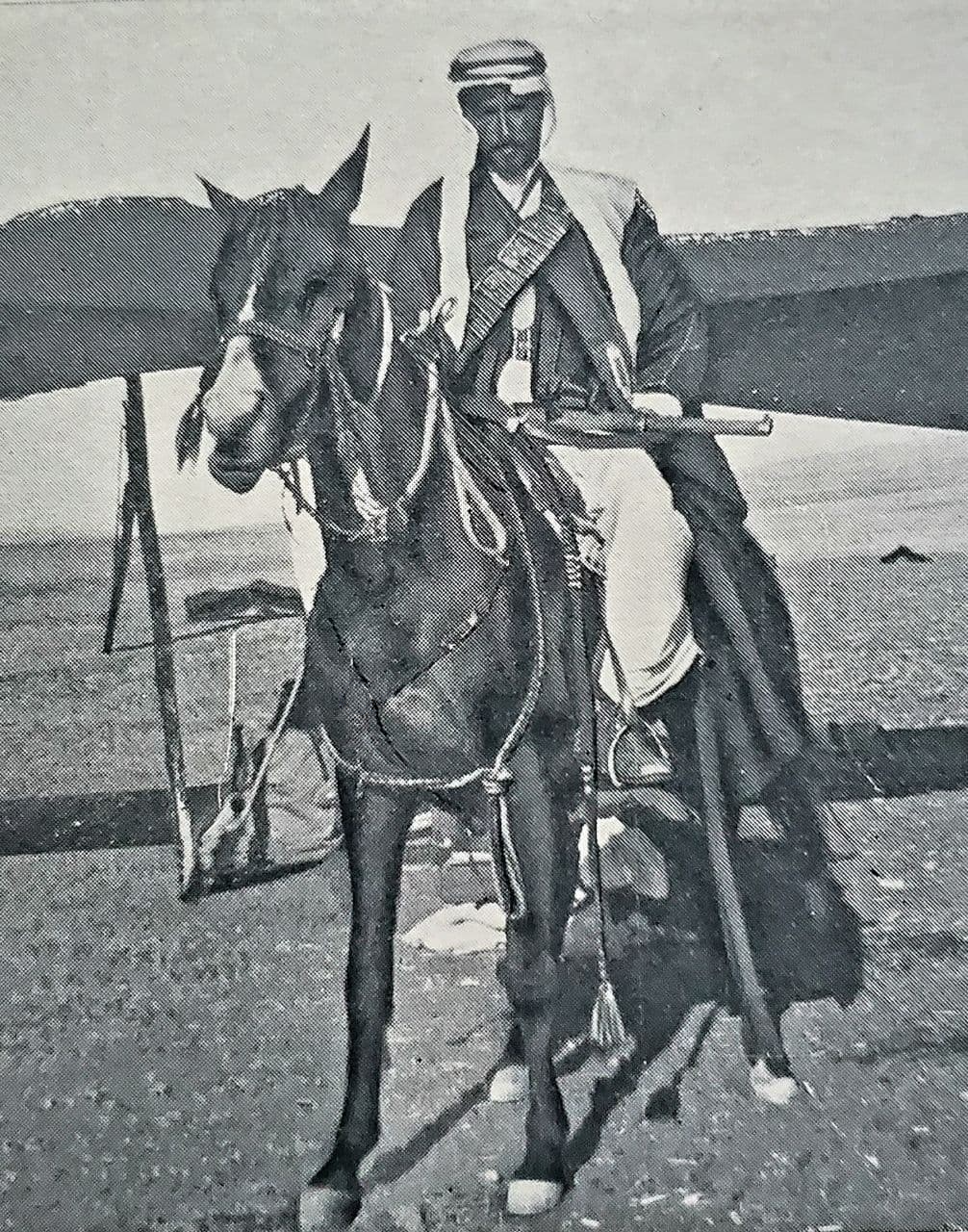
مثقال باشا في 1927

ربما كان اعتماد فواز على مثقال نتيجة عاطفة تجاه أخيه الصغير، أو مراعاة لمهاراته العسكرية، أو الخوف من قوته ومنافسته المحتملة. بغض النظر عن السبب، فقد كان مثقال رصيدًا لفواز كقائد عسكري، لا سيما في ضوء العلاقات غير المستقرة بين القبائل والحكومة العثمانية والتهديد الوشيك للأتراك الشباب بالحد من استقلاليتهم.
بعد وفاة فواز في صيف عام 1917، رأى مثقال في نفسه الزعيم الجديد وقام بأولى محاولاته ليصبح شيخ لشيوخ بني صخر. فقد تمت الإشارة إلى مثقال في تقرير استخباراتي بريطاني كخليفه لفواز. ومع ذلك، فقد خسر مثقال أمام ابن أخيه مشهور والبالغ من العمر سبعة عشر عامًا. فقد فضّل المجلس القبلي الشاب مشهور، الذي تخرج من مدرسة في دمشق، على الأُميّ مثقال، على الرغم من أن الأخير كان أكثر نضجًا وخبرة.
كان لأولى القرارات المتعلقة بالشؤون القبلية التي اتخذها عبد الله آثر كبير على مسيرة مثقال. فقد اعترف عبد الله بمثقال كشيخ شيوخ بني صخر الجديد. وجاء هذا الإعلان مباشرة بعد وفاة الشيخ مشهور في قتال بين القبائل وكان على ما يبدو خيارًا طبيعيًا ولا جدال فيه. وبهذا التعيين، تطابق لقب مثقال مع وضعه الفعلي وحقق الهدف الذي كان يسعى لتحقيقه منذ سنوات.

## كتاب «المغامرات في بلاد العرب»

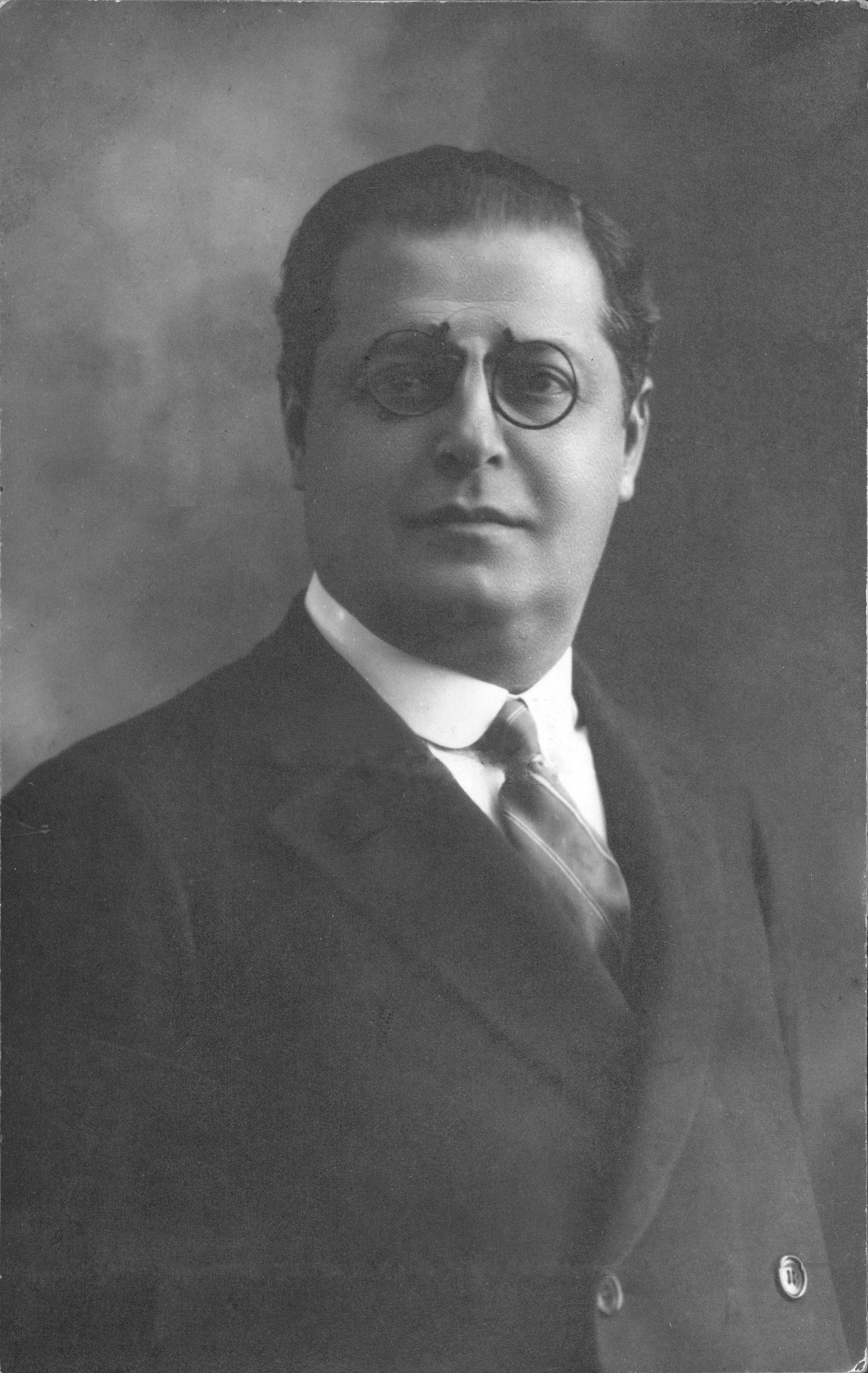
الأمير أمين أرسلان, أحد أصدقاء مثقال باشا.

في عام 1925، سعى وليام سيبروك للقاء مثقال بعد أن سمع عنه من الأمير أمين أرسلان، حيث أرسله الأمير إلى علي ريكابي باشا، ثالث رئيس وزراء للأردن، لينقله إلى الأمير عبد الله الأول، الذي "سيعرف بالتأكيد" حيث يوجد مثقال "، حيث" كانوا يطلقون على بعضهم البعض أبناء عمومة وكانوا أصدقاء لسنوات ". أرسل الأمير أمين إلى ويليام برسالة باسمه:
«بسم الله الرحمن الرحيم. هذا الرجل في وجهي، وأمام مثقال باشا الفايز شيخ مشايخ بني صخر، الذي لو لامسه يكون ثأرًا».
عندما وصل ويليام إلى معسكر مثقال، كتب انطباعاته الأولى عنه:
«هذه هو الرجل الذي أخبرني صديقي الأمير عنه العديد من الأشياء الرائعة، والتي تومض الآن في ذهني في حالة اضطراب بينما كنت أقف في مواجهته - صاحب خمسين ألفًا من القطعان واثني عشر ألفًا من الرجال المقاتلين، مليونيرًا حتى من حيث الدولارات الأمريكية - صاحب ست قرى وأميال عديدة من الأراضي المزروعة، وقصرًا»

## مثقال باشا والملك عبد الله الأول

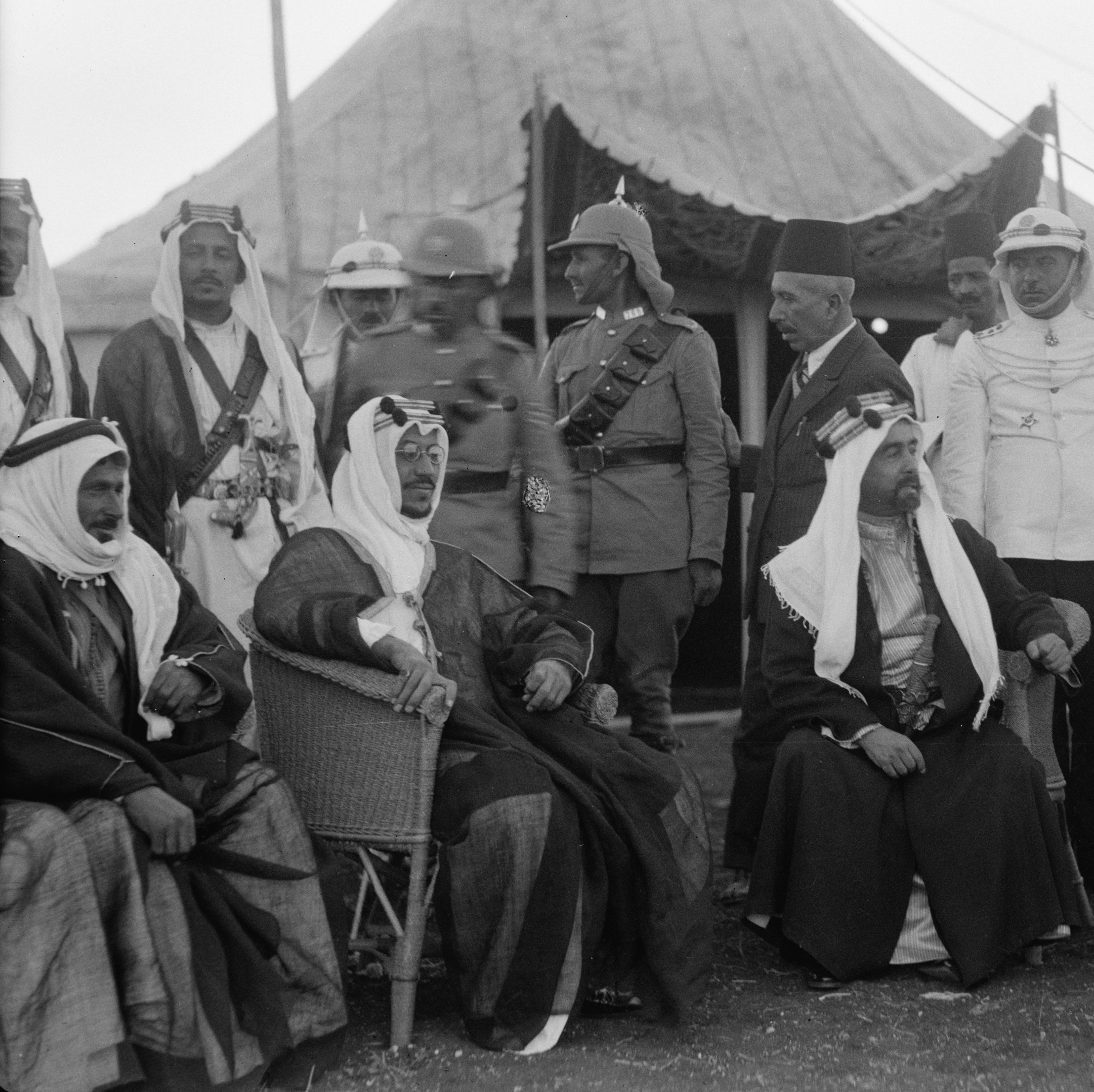
من اليسار الى اليمين: مثقال باشا الفايز, الملك سعود بن عبد العزيز, الملك عبدالله الأول. 1934 في الأردن

الأمير عبد الله الأول له علاقة شخصية وسياسية وتجارية مع مثقال. كان أول ألتقاء لهم في عام 1920، عندما قبل الباشا دعوة الأمير للقاء في معان، ووافق على التحالف مع الأمير كشيخ مشايخ بني صخر ودعوته إلى عمان. بدعم من مثقال ووالد زوجته، سعيد باشا خير، مما حولت عمان إلى نقطة محورية للهاشميين في الأردن. مثقال كان أهم وأقوى حليف لعبد الله في الأردن، وفي المقابل أعفى عبد الله مثقال وعائلته من الضرائب وأعادت منحهم الأرضي التي صادرها العثمانيون لبناء سكة حديد الحجاز وهدايا مثل السيارة التي قدمها لمثقال.
في عام 1930، توفي بكر مثقال، سلطان، بسبب المرض، رفض مثقال مغادرة قبره بعد الجنازة. ألى بعدما أقنعه الأمير عبد الله.
في عام 1924، ذهب مثقال والأمير عبد الله معًا إلى مكة لأداء فريضة الحج. وقد دعم مثقال الأمير علنا في محاولته لتوحيد البلاد، وقد ساعد ذلك في ترسيخ موقف الأمير في الأردن الذي كان لا يزال يحكم قبليًا في ذلك الوقت. يُشار أيضًا إلى دعم مثقال للأمير عبد الله (والملوك اللاحقين) باعتباره أحد أسباب الاستقرار النسبي للأردن وسلامته السيادية، حيث أشار الملك فيصل آل سعود إلى أنه «لولا بني صخر، لكانت حدودنا تصل إلى فلسطين»

## علاقة مثقال باشا مع الملك فيصل بن الحسين
حافظ مثقال على علاقة ودية مع الملك فيصل الأول بعد عام 1919، وكان يعرف فيصل قبل أن يصبح ملكاً للعراق واستضافه بشكل مشهور في أم العمد في عام 1923، حيث بقي فيصل ليلة هناك. كما حضر مثقال استقبال فيصل في الإسكندرية، ومراسم وفاة ابن الملك فيصل، غازي.

## اهتمام مثقال بالزراعة في الأردن
ورث مثقال اهتمام والده سطام الفايز بالزراعة، وواصل تطوير وزراعة الأراضي في الأردن من أجل الشعير والقمح والعدس والزيتون والخضروات الأخرى. كان دور مثقال في الزراعة الأردنية حاسمًا لرفاهية البلاد، حيث كان أول شخص يستورد جرارًا ميكانيكيًا ومحراثًا في تاريخ البلاد. وقد ساعد تأثير هذا الشراء البلاد على الخروج من المجاعة التي ضربها الفقر في منتصف الثلاثينيات حيث زاد إنتاج القمح وبالكاد من 40.000 طن و 16.000 من عام 1936 إلى 113.000 طن و 53.000 طن في عام 1937 ؛ ضاعف هذا بشكل فعال الإمدادات الغذائية للأرض ثلاث مرات وساعد في إطعام سكانها. كما أدت هذه الزيادة في الإنتاج إلى مضاعفة صادرات الأردن من المواد الغذائية ثلاث مرات خلال تلك السنوات، مما فتح الإيرادات التي تشتد الحاجة إليها لمنطقة شرق الأردن المنكوبة بالفقر في ذلك الوقت.

## الكمين في الثلاثينات
كان ذلك خلال فصل الشتاء، وقد هاجر بني صخر شرقاً باتجاه وادي سرحان. كان مثقال يمتطي فرسه في الصحراء وبرفقته رجل آخر. ففوجئ ومرافقه بكمين نصبه أفراد قبيلة معادية. وقد أصيب مثقال برصاصة في جانب رأسه، والتي كادت أن تودي بحياته، وأصيب أيضًا في كتفه. تمكن الرجلان من طرد المهاجمين عن طريق إطلاق النار عليهم، لكن مثقال أصيب بجروح بالغة. فقام مرافقه بربط قطعة من القماش حول كتفه النازف، ووضعه فوق فرسه، ومضى مسرعًا لطلب المساعدة. وصلوا إلى التجمع القريب لأحد رجل قبيلة بني صخر وطلبوا مساعدته في جلب سيارة لنقل مثقال إلى المستشفى. فأرسل أحد رجاله على ظهر الجمل إلى معسكر الشيخ حديثة الخريشا، والذي أرسل بدوره رسولاً إلى عمان. وصلت سيارة أخيرًا، ولكن في غضون ذلك، كان مثقال قد عانى من فقدان الدم وآلام شديدة.
أمضى مثقال عشرين يومًا في أحد مستشفيات عمان. وقد نجا من هذه الحادثة، لكن لم يكن بالإمكان تجاوز الضرر الذي أصابه. فلبقية حياته، بالكاد كان يستطيع استخدام تلك الذراع، التي تتدلى من كتفه.

## سنواته الأخيرة
في عام 1962 سرعان ما بدأت صحة مثقال في التدهور بعد وقت قصير من وفاة زوجته المفضلة عدول، والدة عاكف، والتي شكلت ضربة قاسية له. وقد عانى من تدهور تدريجي في صحته في السنوات الخمس الأخيرة من حياته. وعلى الرغم من أنه كان محظوظًا بما يكفي لتلقي علاج طبي ممتاز في القاهرة وبيروت وأوروبا، إلا أن مرض السكري والأمراض الأخرى المرتبطة بالعمر تسببت بوفاته وهو في أواخر الثمانينيات من عمره في نيسان 1967.

## الأردن بعد مثقال

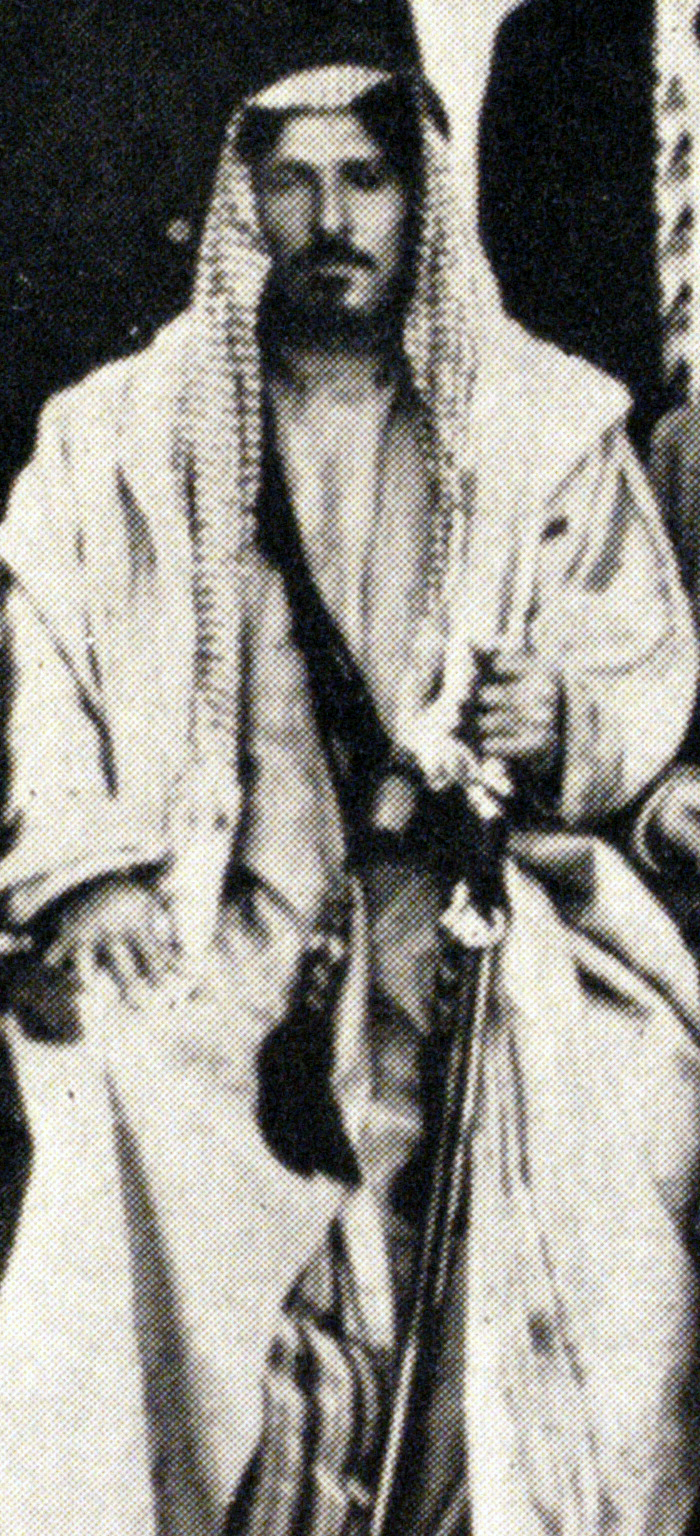
الشيخ مثقال باشا في 1933

حتى بعد موته لعب مثقال دورًا مصيريًا في السياسة الأردنية. ففي عام 1967 أجريت انتخابات بعد حل البرلمان، والتي كانت تحت قيادة ابنه عاكف والذي كان معاديًا لحكومة وصفي التل، رئيس الوزراء الأردني الأكثر شهرة. كان وصفي مصمماً على إسقاط عدوه اللدود عاكف من خلال دعم مرشح آخر لمقعد بني صخر. ولكن من أجل منع هذه الضربة الإضافية للعائلة الثكلى، تدخل الملك حسين شخصياً وعمل على إنجاح عاكف في الإنتخابات. وهكذا، حتى بعد الموت، حصل مثقال على مكانة بارزة لابنه لسنوات عديدة لاحقة.
بعد شهرين من ذلك، خسر الأردن الضفة الغربية لصالح إسرائيل في حرب الأيام الستة، وبما أن انتخاب البرلمان قد تم من قبل الناخبين على ضفتي نهر الأردن، فقد كان من غير الممكن إجراء انتخابات عامة إلا في حالة الانفصال السياسي للبلاد عن الضفة الغربية. ولم يحدث ذلك إلا بحلول عام 1988، وفي هذه الأثناء، كان عاكف قادرًا على الاحتفاظ بمنصبه، وشغله لمدة واحد وعشرين عامًا، بل وعمل كرئيس للبرلمان مرة أخرى بين عامي 1984 و 1988.
انتهت فترة الحداد وغادر المعزون من كبار الشخصيات والناس العاديون منزل مثقال، وتُرِكَت العائلة الثكلى لتتعامل مع الفراغ الهائل الذي خلّفه رحيل مثقال. ولم يكن هناك خلاف على أن الابن الأكبر عاكف سيصبح رب الأسرة وحامل إرث والده. ولكن لم يتم الاعتراف به كشيخ مشايخ لبني صخر. فربما كان والده مثقال شخصية كبيرة جدًا بحيث لا يمكن استبدالها بأي شخص آخر. إلى جانب ذلك، كان الزمن قد تغير، وتماشيًا مع توجهات الملك حسين في تحديث البلاد فقد رأى أن مثل هذه المؤسسات كان قد عفا عليها الزمن. ومهما كانت حججه، فقد كان للملك عذر مثالي في هذا الجانب، ولسنوات عديدة ظل هذا المقعد شاغراً.
ومن أوائل الإجراءات التي قامت بها العائلة هو إحصاء ممتلكات مثقال الكثيرة بقصد توزيعها. فبحلول وفاته، كان مثقال يمتلك على الأقل 120.000 دونم (30.000 فدان). وبوصية منه، تمتع حفيدان من أحفاده وأبناء ابنه الأكبر سلطان، واللذان رباهما كابنين له بعد وفاة والدهما المبكر، بحصص متساوية من الميراث. وبعد عدة سنوات، باعت العائلة جزءًا كبيرًا من تلك الأرض إلى الحكومة الأردنية. ويمتد اليوم مطار عمان الدولي على ما كان يُعتبر حقول مثقال والمراعي التي ترعى فيها إبله وأغنامه.